# Sauqueville
Sauqueville és un municipi francès situat al departament del Sena Marítim i a la regió de Normandia. L'any 2014 tenia 384 habitants.

## Demografia

### Població
El 2007 la població de fet de Sauqueville era de 359 persones. Hi havia 136 famílies de les quals 32 eren unipersonals (16 homes vivint sols i 16 dones vivint soles), 44 parelles sense fills, 52 parelles amb fills i 8 famílies monoparentals amb fills.
La població ha evolucionat segons el següent gràfic:
Habitants censats

### Habitatges
El 2007 hi havia 153 habitatges, 141 eren l'habitatge principal de la família, 5 eren segones residències i 7 estaven desocupats. 140 eren cases i 9 eren apartaments. Dels 141 habitatges principals, 123 estaven ocupats pels seus propietaris, 16 estaven llogats i ocupats pels llogaters i 2 estaven cedits a títol gratuït; 2 tenien una cambra, 8 en tenien dues, 19 en tenien tres, 32 en tenien quatre i 80 en tenien cinc o més. 101 habitatges disposaven pel capbaix d'una plaça de pàrquing. A 50 habitatges hi havia un automòbil i a 81 n'hi havia dos o més.

### Piràmide de població
La piràmide de població per edats i sexe el 2009 era:
| Homes | Edats   | Dones |
| ----- | ------- | ----- |
| 0     | 95 o +  | 0     |
| 0     | 90 a 94 | 0     |
| 0     | 85 a 89 | 0     |
| 4     | 80 a 84 | 0     |
| 0     | 75 a 79 | 12    |
| 8     | 70 a 74 | 4     |
| 0     | 65 a 69 | 8     |
| 12    | 60 a 64 | 4     |
| 4     | 55 a 59 | 4     |
| 20    | 50 a 54 | 12    |
| 20    | 45 a 49 | 16    |
| 20    | 40 a 44 | 36    |
| 16    | 35 a 39 | 12    |
| 8     | 30 a 34 | 4     |
| 8     | 25 a 29 | 0     |
| 16    | 20 a 24 | 0     |
| 28    | 15 a 19 | 24    |
| 32    | 10 a 14 | 8     |
| 4     | 5 a 9   | 12    |
| 0     | 0 a 4   | 4     |

## Economia
El 2007 la població en edat de treballar era de 237 persones, 174 eren actives i 63 eren inactives. De les 174 persones actives 156 estaven ocupades (92 homes i 64 dones) i 18 estaven aturades (10 homes i 8 dones). De les 63 persones inactives 24 estaven jubilades, 23 estaven estudiant i 16 estaven classificades com a «altres inactius».

### Ingressos
El 2009 a Sauqueville hi havia 133 unitats fiscals que integraven 360 persones, la mediana anual d'ingressos fiscals per persona era de 18.774 €.

### Activitats econòmiques
Dels 7 establiments que hi havia el 2007, 1 era d'una empresa extractiva, 3 d'empreses de construcció, 1 d'una empresa de comerç i reparació d'automòbils, 1 d'una empresa d'hostatgeria i restauració i 1 d'una empresa financera.
Dels 2 establiments de servei als particulars que hi havia el 2009, 1 era una lampisteria i 1 electricista.
L'any 2000 a Sauqueville hi havia 3 explotacions agrícoles.

## Equipaments sanitaris i escolars
El 2009 hi havia una escola elemental integrada dins d'un grup escolar amb les comunes properes formant una escola dispersa.

## Poblacions més properes
El següent diagrama mostra les poblacions més properes.